# Melide (Zwitserland)
Melide is een plaats in Zwitserland en behoort tot het kanton Ticino.
De plaats ligt enkele kilometers ten zuiden van de stad Lugano. In 1848 is bij Melide een dam aangelegd over het Meer van Lugano. Voor die tijd was Lugano vanuit het zuiden alleen via het Italiaanse Porlezza en Ponte Tresa te breiken. Over de dam, de Ponte-diga di Melide lopen onder andere de snelweg A2 en de Gotthardspoorlijn Bazel-Milaan. Gemiddeld maken er per dag ongeveer 80.000 automobilisten gebruik van de dam. Ten westen van de plaats verheft zich de markante berg San Salvatore waarvan de top vanuit Paradiso met een bergbaan te bereiken is.
Bij Melide bevindt zich sinds 1959 het miniatuurpark Swissminiatur. Het park heeft een oppervlakte van 140.000 m². Zo'n 120 bekende Zwitserse gebouwen zijn nagebouwd op een schaal van 1:25.